# Aircalin
Aircalin, ook bekend als Air Calédonie International, is de grootste Franse luchtvaartmaatschappij uit het Frans overzees gebiedsdeel Nieuw-Caledonië. De maatschappij heeft Aéroport de Nouméa-La Tontouta als hub. Er worden vluchten uitgevoerd naar Azië en binnen Oceanië.

## Geschiedenis
In september 1983 werd Aircalin opgericht als Air Calédonie International om internationale vluchten voor Air Calédonie uit te voeren. Op 2 december 1983 werd de eerste vlucht uitgevoerd naar Melbourne met een Boeing 747SP. Dit toestel was geleased van Qantas en pas in 1988 volgde het eerste toestel in het eigen kleurenschema. In 1996 werd een rebranding doorgevoerd  met een nieuw logo en de naam nieuwe naam werd Aircalin. In datzelfde jaar werd Aircalin ook lid van IATA. Vanaf 2000 werden er meer widebody-vliegtuigen toegevoegd aan de vloot waardoor het netwerk flink uitgebreid kon worden naar onder meer Japan. In 2014 werd het eerste toestel, een Airbus A320-200, geleverd in het vernieuwde kleurenschema van Aircalin. In 2016 werd begonnen met het verduurzamen van de vloot en werden nieuwe vliegtuigen besteld. In 2019 werd de eerste Airbus A330-900neo nieuw geleverd door Airbus en de Airbus A330-200 uitgefaseerd. Aircalin had veel last van de Coronapandemie en moest bijna alle vluchten staken. Er was een afname van 93% te zien in passagiersaantallen. Momenteel zijn alle routes weer hervat. In 2023 werd de tweede Airbus A320neo geleverd waarmee de vlootvernieuwing compleet was. Eind 2023 maakte de maatschappij bekend in 2026 directe vluchten uit te willen voeren naar Parijs met de Airbus A350 of Boeing 787 tot zover is er nog geen bestelling geplaatst.

## Vloot

### Huidige vloot

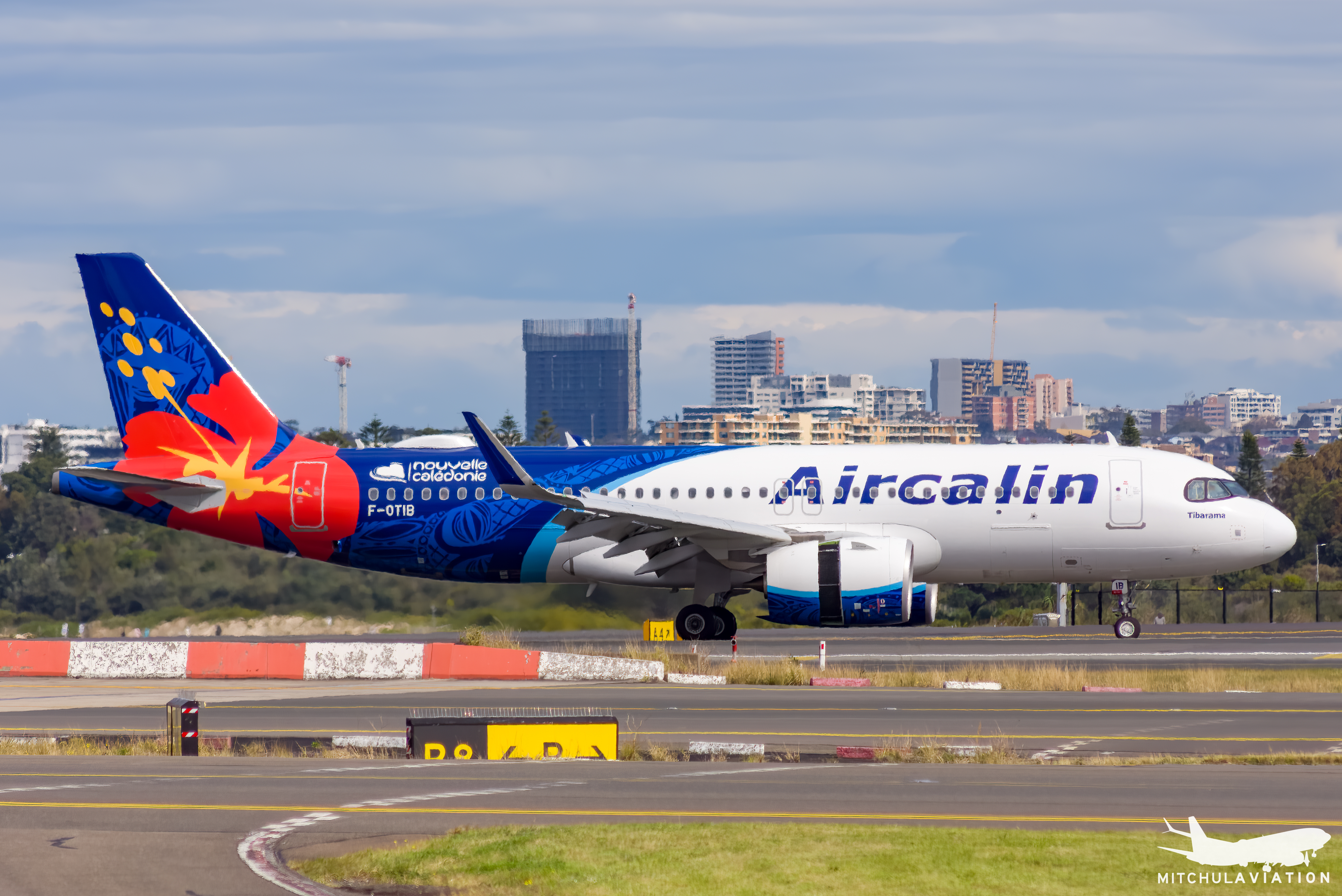
Een Airbus A320neo van Aircalin

De vloot van Aircalin bestaat uit (april 2024):
| Type               | In dienst | Orders | Opmerkingen     |
| ------------------ | --------- | ------ | --------------- |
| Airbus A320neo     | 2         | —      | F-ONEA & F-OTIB |
| Airbus A330-900neo | 2         | —      | F-ONEO & F-ONET |
| Totaal             | 4         | —      |                 |

### Voormalige vloot

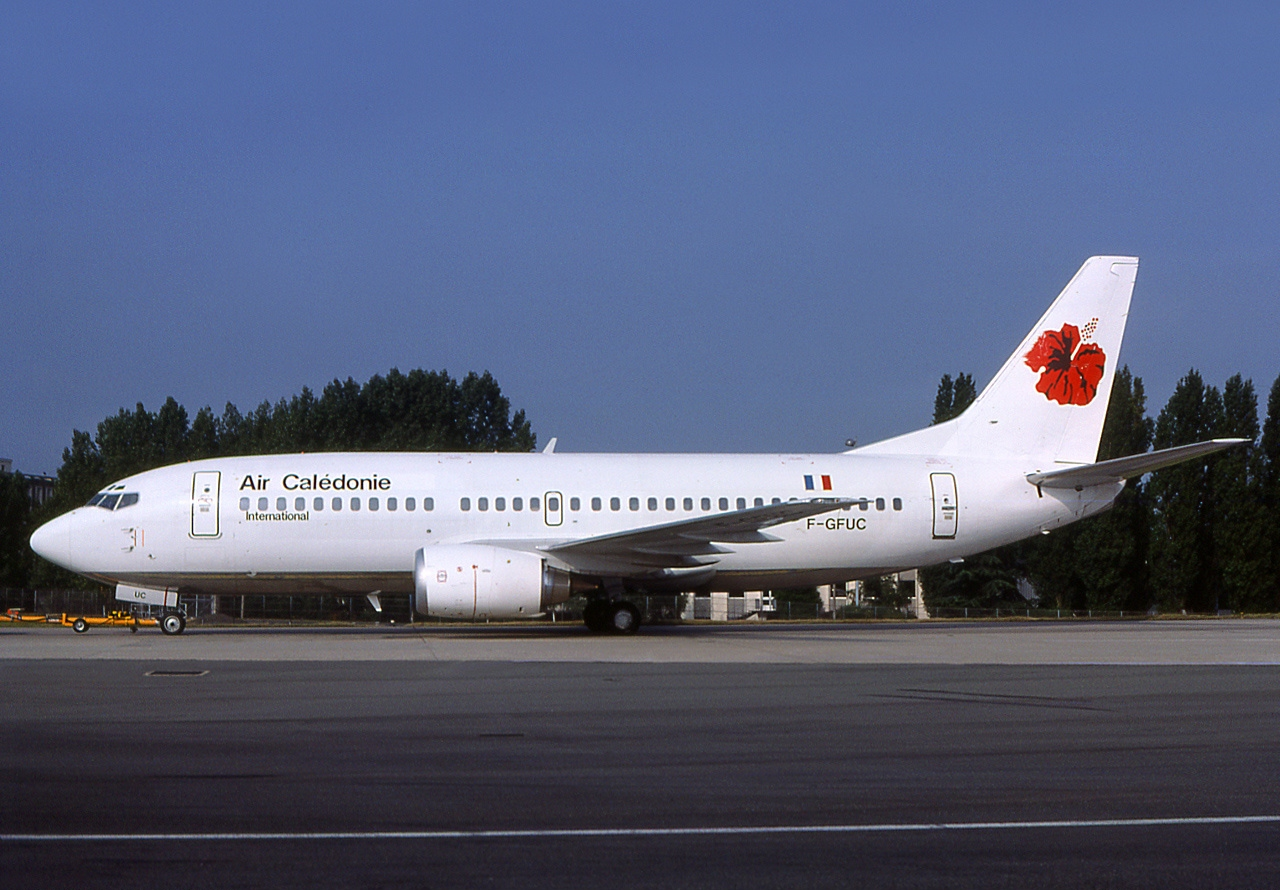
Een voormalige Boeing 737-300 van Aircalin

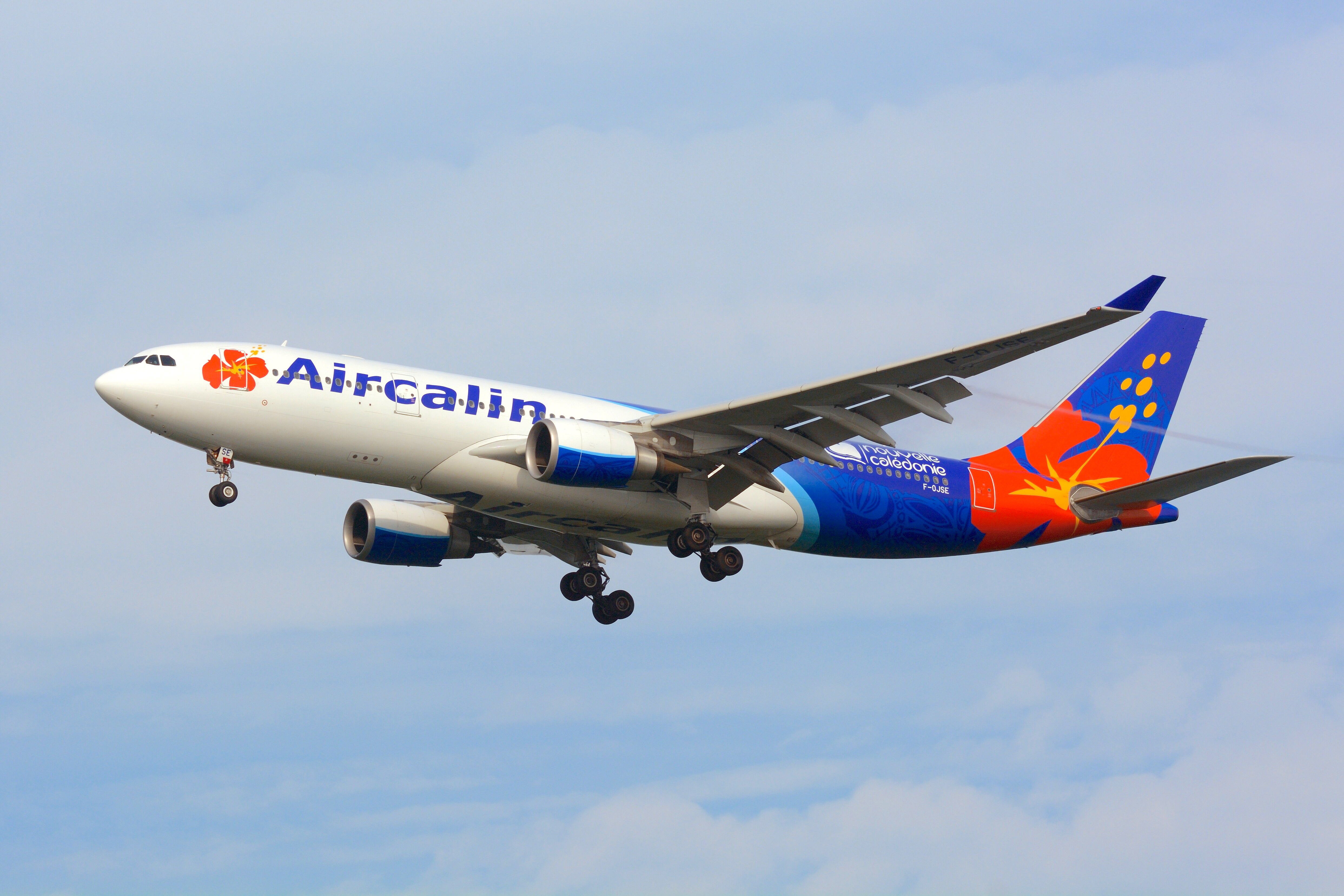
Een voormalige Airbus A330-200 van Aircalin

De vloot van Aircalin bestond uit:
| Type                                 | Aantal | In dienst | Uitgefaseerd | Opmerkingen       |
| ------------------------------------ | ------ | --------- | ------------ | ----------------- |
| Airbus A310-300                      | 1      | 2000      | 2003         | F-OGPX            |
| Airbus A320-200                      | 2      | 2004      | 2021         |                   |
| Airbus A330-200                      | 2      | 2004      | 2019         |                   |
| Boeing 737-300                       | 2      | 1988      | 2004         |                   |
| Boeing 767-300ER                     | 1      | 2005      | 2005         | Geleased van LOT. |
| De Havilland Canada DHC-6 Twin Otter | 1      | 2018      | 2020         | F-OVEA            |
| Sud Aviation Super-Caravelle         | 1      | 1985      | 1988         | [ 18 ]            |

## Bestemmingen
Aircalin vliegt naar de volgende bestemmingen (april 2024):
| Land             | Stad      | Luchthaven                            | Opmerkingen |
| ---------------- | --------- | ------------------------------------- | ----------- |
| Australië        | Brisbane  | Brisbane Airport                      |             |
| Australië        | Melbourne | Melbourne Airport                     |             |
| Australië        | Sydney    | Kingsford Smith International Airport |             |
| Fiji             | Nadi      | Nadi International Airport            |             |
| Frans-Polynesië  | Fa‘a‘ā    | Faa'a International Airport           |             |
| Japan            | Tokio     | Luchthaven Narita                     |             |
| Nieuw-Caledonië  | Nouméa    | Aéroport de Nouméa - La Tontouta      | hub         |
| Nieuw-Zeeland    | Auckland  | Luchthaven van Auckland               |             |
| Singapore        | Changi    | Internationale luchthaven Changi      |             |
| Vanuatu          | Port Vila | Internationale luchthaven Bauerfield  |             |
| Wallis en Futuna | Matâ'utu  | Luchthaven Hihifo                     |             |

### Codeshare agreements
Aircalin heeft codeshare agreements met de volgende luchtvaartmaatschappijen:
| Air Calédonie   | [ 20 ] | Air Tahiti Nui | [ 21 ] | Qantas | [ 22 ] |
| Air France      | [ 23 ] | Air Vanuatu    | [ 24 ] |        |        |
| Air New Zealand | [ 25 ] | Japan Airlines | [ 26 ] |        |        |

## Frequentflyerprogramma
Aircalin doet mee aan Flying Blue, het frequentflyerprogramma van Air France-KLM.

## Incidenten en ongevallen
Aircalin raakte nooit betrokken bij een dodelijk ongeval.
- Op 18 december 2020 kreeg een Airbus A330-900neo problemen met de flaps tijdens de nadering op Luchthaven Narita in Tokio. Het vliegtuig met registratie F-ONET maakte een paar extra rondes om vervolgens veilig te landen.[28]